# Communauté de communes du Pays Rethélois
La Communauté de communes du Pays Rethélois est une communauté de communes française, située dans le département des Ardennes en région Grand Est.

## Histoire
Le 1er janvier 2014, la communauté de communes est créée en fusionnant la communauté de communes du Rethélois, la Communauté de communes du Junivillois, la Communauté de communes des Plaines du Porcien, la Communauté de communes de l'Asfeldois ainsi que la commune isolée de Corny-Machéroménil. 

## Territoire communautaire

### Géographie
Le territoire communautaire est situé entre Reims et Charleville-Mézières.

### Composition
En 2022, la communauté de communes est composée des 65 communes suivantes :

| Nom                         | Code Insee | Gentilé              | Superficie (km2) | Population (dernière pop. légale) | Densité (hab./km2) |
| --------------------------- | ---------- | -------------------- | ---------------- | --------------------------------- | ------------------ |
| Sault-lès-Rethel (siège)    | 08403      | Sault-Rethelois      | 6,45             | 1 932 (2022)                      | 300                |
| Acy-Romance                 | 08001      | Romanciers           | 11,13            | 490 (2022)                        | 44                 |
| Aire                        | 08004      |                      | 6,29             | 247 (2022)                        | 39                 |
| Alincourt                   | 08005      | Alincourtois         | 8,62             | 161 (2022)                        | 19                 |
| Amagne                      | 08008      | Aquamagniens         | 9,32             | 787 (2022)                        | 84                 |
| Ambly-Fleury                | 08010      |                      | 5,88             | 134 (2022)                        | 23                 |
| Annelles                    | 08014      | Annellois            | 12,31            | 130 (2022)                        | 11                 |
| Arnicourt                   | 08021      |                      | 8,33             | 150 (2022)                        | 18                 |
| Asfeld                      | 08024      | Asfeldois            | 22,19            | 1 081 (2022)                      | 49                 |
| Aussonce                    | 08032      | Alsontains           | 19,14            | 232 (2022)                        | 12                 |
| Avançon                     | 08038      | Avançonnais          | 20,99            | 346 (2022)                        | 16                 |
| Avaux                       | 08039      | Avalois              | 13,19            | 511 (2022)                        | 39                 |
| Balham                      | 08044      | Balhamais            | 1,77             | 150 (2022)                        | 85                 |
| Banogne-Recouvrance         | 08046      | Banognais            | 19,01            | 163 (2022)                        | 8,6                |
| Barby                       | 08048      | Barbysins            | 11,32            | 388 (2022)                        | 34                 |
| Bergnicourt                 | 08060      | Bergnicourtois       | 8,16             | 296 (2022)                        | 36                 |
| Bertoncourt                 | 08062      | Bertoncourtois       | 6,83             | 128 (2022)                        | 19                 |
| Biermes                     | 08064      | Biermois             | 7,96             | 314 (2022)                        | 39                 |
| Bignicourt                  | 08066      | Bignicourtois        | 8,62             | 66 (2022)                         | 7,7                |
| Blanzy-la-Salonnaise        | 08070      | Blanzynois           | 12,13            | 397 (2022)                        | 33                 |
| Brienne-sur-Aisne           | 08084      | Briennois            | 12,23            | 276 (2022)                        | 23                 |
| Château-Porcien             | 08107      | Castelporciniens     | 17,31            | 1 297 (2022)                      | 75                 |
| Le Châtelet-sur-Retourne    | 08111      |                      | 9,94             | 775 (2022)                        | 78                 |
| Condé-lès-Herpy             | 08126      | Condéens             | 11,55            | 219 (2022)                        | 19                 |
| Corny-Machéroménil          | 08132      |                      | 10,54            | 193 (2022)                        | 18                 |
| Coucy                       | 08133      | Coucyiens            | 6,39             | 530 (2022)                        | 83                 |
| Doux                        | 08144      | Dolais               | 6,52             | 102 (2022)                        | 16                 |
| L'Écaille                   | 08148      | Écaillois            | 9,15             | 260 (2022)                        | 28                 |
| Écly                        | 08150      | Éclysiens            | 9,36             | 169 (2022)                        | 18                 |
| Gomont                      | 08195      | Gomontois            | 7,23             | 320 (2022)                        | 44                 |
| Hannogne-Saint-Rémy         | 08210      | Hannognais           | 18,09            | 111 (2022)                        | 6,1                |
| Hauteville                  | 08219      | Hautevillois         | 5,61             | 123 (2022)                        | 22                 |
| Herpy-l'Arlésienne          | 08225      | Herpiats             | 10,64            | 213 (2022)                        | 20                 |
| Houdilcourt                 | 08229      | Houdilcourtois       | 11,3             | 143 (2022)                        | 13                 |
| Inaumont                    | 08234      |                      | 4,75             | 136 (2022)                        | 29                 |
| Juniville                   | 08239      | Junivillois          | 26,2             | 1 232 (2022)                      | 47                 |
| Ménil-Annelles              | 08286      | Ménil-Annellois      | 9,15             | 102 (2022)                        | 11                 |
| Ménil-Lépinois              | 08287      |                      | 18,01            | 144 (2022)                        | 8                  |
| Mont-Laurent                | 08306      |                      | 6,83             | 51 (2022)                         | 7,5                |
| Nanteuil-sur-Aisne          | 08313      | Nanteuillais         | 7,92             | 149 (2022)                        | 19                 |
| Neuflize                    | 08314      |                      | 13,78            | 850 (2022)                        | 62                 |
| La Neuville-en-Tourne-à-Fuy | 08320      | Neuvillois           | 27,34            | 531 (2022)                        | 19                 |
| Novy-Chevrières             | 08330      | Novyciens            | 17,2             | 744 (2022)                        | 43                 |
| Perthes                     | 08339      | Perthois             | 23,41            | 303 (2022)                        | 13                 |
| Poilcourt-Sydney            | 08340      | Poilcourtois         | 7,88             | 169 (2022)                        | 21                 |
| Rethel                      | 08362      | Rethélois            | 18,58            | 7 435 (2022)                      | 400                |
| Roizy                       | 08368      |                      | 11,15            | 220 (2022)                        | 20                 |
| Saint-Fergeux               | 08380      | Ferrucciens          | 25,5             | 217 (2022)                        | 8,5                |
| Saint-Germainmont           | 08381      | Saint-Germainmontois | 15,69            | 813 (2022)                        | 52                 |
| Saint-Loup-en-Champagne     | 08386      |                      | 15,77            | 340 (2022)                        | 22                 |
| Saint-Quentin-le-Petit      | 08396      | Saint-quentinois     | 8,95             | 124 (2022)                        | 14                 |
| Saint-Remy-le-Petit         | 08397      |                      | 7,5              | 55 (2022)                         | 7,3                |
| Sault-Saint-Remy            | 08404      | Selsaumiens          | 9,63             | 208 (2022)                        | 22                 |
| Seraincourt                 | 08413      | Seraincourtois       | 16,2             | 257 (2022)                        | 16                 |
| Seuil                       | 08416      |                      | 11,79            | 182 (2022)                        | 15                 |
| Sévigny-Waleppe             | 08418      | Silvinaciens         | 24,11            | 222 (2022)                        | 9,2                |
| Son                         | 08426      |                      | 9,03             | 89 (2022)                         | 9,9                |
| Sorbon                      | 08427      | Sorbonnais           | 14,43            | 222 (2022)                        | 15                 |
| Tagnon                      | 08435      | Tagnonnais           | 23,97            | 892 (2022)                        | 37                 |
| Taizy                       | 08438      |                      | 9,11             | 101 (2022)                        | 11                 |
| Le Thour                    | 08451      |                      | 16,62            | 363 (2022)                        | 22                 |
| Thugny-Trugny               | 08452      |                      | 13,41            | 248 (2022)                        | 18                 |
| Vieux-lès-Asfeld            | 08473      |                      | 6,66             | 298 (2022)                        | 45                 |
| Ville-sur-Retourne          | 08484      | Villageois           | 9,56             | 73 (2022)                         | 7,6                |
| Villers-devant-le-Thour     | 08476      |                      | 16,41            | 417 (2022)                        | 25                 |

### Démographie
| 1968   | 1975   | 1982   | 1990   | 1999   | 2009   | 2014   | 2020   |
| ------ | ------ | ------ | ------ | ------ | ------ | ------ | ------ |
| 27 246 | 27 020 | 27 246 | 27 513 | 27 238 | 28 798 | 29 666 | 30 012 |

## Organisation

### Siège
Le siège de l'intercommunalité est à Sault-lès-Rethel, 30 Avenue de Bourgoin.

### Élus
La communauté de communes est administrée par son conseil communautaire, composé pour le mandat 2020-2026  de 91  conseillers municipaux représentant chacune des  communes membres répartis en fonction de leur population de la manière suivante : 

- 18 délégués pour Rethel ;

- 4 délégués pour Sault-lès-Rethel ; 

- 3 délégués pour Château-Porchien ;

- 2 délégués pour Asfeld, Juniville,  Saint-Germainmont et Tagnou ;

- 1 délégué ou son suppléant pour les autres communes.
À la suite de la démission de Renaud Averly en avril 2024, le conseil communautaire a élu Thomas Samyn, maire d'Arnicourt, président de la communauté de communes le 1er juin de la même année.

### Liste des présidents
| Période      | Période                   | Identité      | Étiquette | Qualité |
| ------------ | ------------------------- | ------------- | --------- | --- |
| janvier 2014 | avril 2014                | Guy Deramaix  | UMP       | Cadre agricole Maire de Rethel (2005 → 2020) |
| avril 2014   | avril 2024                | Renaud Averly | LR        | Cadre territorial Maire de Corny-Machéroménil (2008 → 2020) Conseiller départemental de Château-Porcien (2015 → ) Réélu pour le mandat 2020-2026, |
| juin 2024    | En cours (au 6 juin 2024) | Thomas Samyn  | HOR       | Maire d'Arnicourt Agriculteur |

### Compétences
L'intercommunalité exerce les compétences qui lui ont été transférées par les communes membres, dans les conditions déterminées par le code général des collectivités territoriales.

### Régime fiscal et budget
La communauté de communes est un établissement public de coopération intercommunale à fiscalité propre.
Afin de financer l'exercice de ses compétences, l'intercommunalité perçoit la fiscalité professionnelle unique (FPU) – qui a succédé à la taxe professionnelle unique (TPU) – et assure une péréquation de ressources entre les communes résidentielles et celles dotées de zones d'activité.
Elle ne reverse pas de dotation de solidarité communautaire (DSC) à ses communes membres.

## Projets et réalisations
Conformément aux dispositions légales, une communauté de communes a pour objet d'associer des « communes au sein d'un espace de solidarité, en vue de l'élaboration d'un projet commun de développement et d'aménagement de l'espace ».